# Всемирная конфедерация бейсбола и софтбола
Всемирная конфедерация бейсбола и софтбола (англ. World Baseball Softball Confederation, сокр. WBSC) — управляющая организация мировых бейсбола и софтбола. Образована в 2013 году при слиянии Международной федерации бейсбола (IBAF) и Международной федерации софтбола (ISF). Объединяет 189 национальных ассоциаций из 138 стран мира. Президентом WBSC является Риккардо Фраккари (Италия).

## История

### Международная федерация бейсбола
Первые международные матчи по бейсболу прошли на Олимпиаде-1904 в Сент-Луисе (США), где бейсбол был представлен в качестве демонстрационного вида спорта. В этом же качестве он был включён и в неофициальную программу Олимпийских игр в Стокгольме в 1912 году. Через 24 года матчами между двумя командами из США бейсбол был продемонстрирован в Берлине в ходе Олимпиады-1936. В августе 1938 года в нескольких городах Англии прошла серия матчей между сборными Великобритании и США, получившая статус первого чемпионата мира. Победителем стала команда хозяев, выигравшая 4 матча из 5. К чемпионату мира 1950, прошедшему в столице Никарагуа Манагуа, число участвующих в мировых первенствах сборных достигло уже 12.
В 1938 году была образована Международная федерация бейсбола (International Baseball Federation), в 1943 переименованная в Международную любительскую федерацию бейсбола (Federación Internacional de Béisbol Amateur — FIBA).
В 1951 году бейсбол был включён в программу первых Панамериканских игр.
В 1953 была образована первая континентальная федерация — Европейская конфедерация бейсбола, со следующего года начавшая проводить чемпионаты Европы. В 1954 создана Федерация бейсбола Азии, в том же году проведшая первый чемпионат своего континента.
В 1956, 1964 и 1968 бейсбол включался в программы Олимпийских игр в качестве демонстрационного вида.
С 1973 по 1975 годы бейсбольный мир переживал раскол, когда часть национальных ассоциаций вышли из FIBA и основали Всемирную федерацию любительского бейсбола (Federación Mundial de Béisbol Amateur — FEMBA). В 1976 была образована единая Международная ассоциация бейсбола (International Baseball Association — AINBA, IBA), в 1999 преобразованная в Международную федерация бейсбола (International Baseball Federation — IBAF), просуществовавшую в этом качестве до слияния в 2013 году с Международной федерацией софтбола (International Softball Federation — ISF) во Всемирную конфедерацию бейсбола и софтбола.
В 1985 создана Панамериканская конфедерация бейсбола, в 1989 — Конфедерация бейсбола Океании, а в 1990 — Африканская ассоциация бейсбола и софтбола.
В 1988 году бейсбол вновь был представлен на Олимпийских играх как показательный вид, а в 1992 в испанской Барселоне впервые включён в официальную программу Олимпиад. В 1998 IBAF и главная профессиональная лига Северной Америки (MLB) достигли соглашения о допуске профессиональных игроков на Олимпийские игры.
С 2004 проводятся чемпионаты мира по бейсболу среди женщин.
В 2005 на сессии МОК бейсбол и софтбол были исключены из программы Олимпиады-2012. В 2016 МОК принял решение о возврате мужского бейсбола и женского софтбола в олимпийскую программу 2020 в Токио, а следующее появление бейсбола и софтбола в олимпийской программе произойдёт в 2028 году.

#### Президенты IBF, FIBA, FEMBA, AINBA, IBA, IBAF
| - 1938 Лесли Манн - 1939—1943 Хайме Марине - 1944—1945 Хорхе Рейес - 1946—1947 Пабло Моралес - 1948—1950 Чале Перейра - 1951—1952 Пабло Моралес - 1953—1968 Карлос Секка - 1969—1975 Хуан Иса (1973—1975 — FIBA) | - 1973—1974 Дач Феринг (FEMBA) - 1975 Карлос Гарсия (FEMBA) - 1976—1979 Мануэль Гонсалес - 1981—1993 Роберт Смит - 1993—2006 Альдо Нотари - 2007—2009 Харви Шиллер - 2009—2013 Риккардо Фраккари |

### Международная федерация софтбола
Международная федерация софтбола (International Softball Federation — ISF) была основана в 1952 году, но вплоть до середины 1960-х фактически не осуществляла никакой деятельности. Лишь в 1965 году состоялся Конгресс и избраны руководящие органы ISF. В том же году под её управлением был проведён первый чемпионат мира среди женщин, а через год — и среди мужчин. В 1976 году в структуре ISF появилась первая континентальная федерация — Европейская. Позже к ней добавились Панамериканская (в 1979), Азиатская (в 1990), Африканская (в 1990, объединившая бейсбольные и софтбольные национальные ассоциации Африки) и конфедерация Океании (в 2005).
В 1991 на Международным олимпийским комитетом (МОК) было принято решение о включении женского софтбола в программу Олимпиады-1996 в Атланте. Также софтбол был представлен на Олимпийских играх 2000, 2004 и 2008 годов. В 2016 году сессия МОК приняла решение о возвращении софтбола, а также бейсбола в программу Олимпиады-2020 в Токио.
В 2013 году Международная федерация софтбола объединилась с Международной федерацией бейсбола (IBAF) во Всемирную конфедерацию бейсбола и софтбола (WBSC).

#### Президенты ISF
- 1965—1987  Уильям Кетан
- 1987—2013  Дональд Портер
- 2013  Дейл Макманн

## Структура WBSC
Высший орган Всемирной конфедерации бейсбола и софтбола (WBSC) — Генеральное собрание, который созывается один раз в два года. В работе Собрания приглашаются принять участие все национальные ассоциации, являющиеся членами WBSC. При этой каждая национальная ассоциация имеет два (если развивает одновременно бейсбол и софтбол) или один (если развивает только один вид спорта) голоса.
Для решения задач, поставленных Генеральным собранием перед WBSC, а также уставных требований, делегаты Собрания избирают Исполнительный совет, который проводит в жизнь решения Собрания, а также организует повседневную деятельность WBSC. Совет состоит из президента WBSC, двух исполнительных вице-президентов (от бейсбола и софтбола), двух вице-президентов (от бейсбола и софтбола), генерального секретаря, казначея и 7 членов.
Кроме Исполнительного совета на Собрании избираются Исполнительные комитеты (Исполкомы) по бейсболу и софтболу. Исполком по бейсболу состоит состоит из президента, 1-го и 2-го вице-президентов, генерального секретаря, казначея, вице-президентов от континентальных федераций, исполнительного директора и трёх членов. Исполком по софтболу состоит из президента, 1-го и 2-го вице-президентов, генерального секретаря, казначея, 12 вице-президентов от регионов (по два от Европы, Азии, Африки, Латинской Америки, Океании и по одному от Северной Америки и англоязычных стран Карибского бассейна), исполнительного директора, почётного президента и 4 членов.
Для решения специальных задач, стоящих перед WBSC, в её структуре созданы постоянные технические департаменты и комиссии.
WBSC разделена на 7 континентальных федераций, которые являются её структурными подразделениями. Они полномочные представители WBSC в своих географических зонах. Национальные ассоциации являются одновременно членами WBSC и своей региональной федерации. Софтбольные национальные ассоциации кроме того входят и в Международную федерацию софтбола.
Список континентальных объединений выглядит следующим образом:
- Европа

WBSC Европа (до 2018 — Европейская конфедерация бейсбола (CEB) и Европейская федерация софтбола (ESF))
- Азия

Федерация бейсбола Азии (BFA)
Конфедерация софтбола Азии (SCA))
- Африка

WBSC Африка (до 2020 — Африканская ассоциация бейсбола и софтбола (ABSA))
- Америка

Панамериканская конфедерация бейсбола (COPABE)
Панамериканская конфедерация софтбола (CONPASA)
- Австралия и Океания

WBSC Океания (до 2017 — Конфедерация бейсбола Океании (BCO) и Конфедерация софтбола Океании (OSC))

### Руководство WBSC
- Риккардо Фраккари — президент WBSC
- Джеффри Ку — исполнительный вице-президент WBSC (бейсбол)
- Крейг Кресс — исполнительный вице-президент WBSC (софтбол)
- Вилли Кальтшмитт Лухан — вице-президент
- Беатрис Аллен — вице-президент
- Луис Рафаэль Мехия Овьедо — вице-президент
- Лоу Бен Чу — генеральный секретарь
- Анджело Вичини — казначей
- Михаэль Шмидт — исполнительный директор

## Официальные соревнования
В рамках своей деятельности Всемирная конфедерация бейсбола и софтбола отвечает за проведение следующих турниров среди национальных сборных команд:
Бейсбол
- Олимпийские турниры по мужскому бейсболу — один раз в 4 года (совместно с МОК);
- Мировая классика бейсбола (мужчины) — один раз в 4 года по нечётным послеолимпийским годам;
- WBSC Премьер-12 (мужчины) — один раз в 4 года по нечётным предолимпийским годам;
- Чемпионаты мира среди женских сборных команд — один раз в два года по чётным годам;
- Чемпионаты мира среди мужских команд различных возрастов — один раз в два года по чётным (возраст участников до 23 и 15 лет) и нечётным (возраст до 18 и 12 лет).
- До 2011 проводился чемпионат мира среди мужчин.

Софтбол
- Олимпийские турниры по женскому софтболу — один раз в 4 года (совместно с МОК);
- Чемпионаты мира среди мужских сборных команд — один раз в два года по нечётным годам;
- Чемпионаты мира среди женских сборных команд — один раз в два года по чётным годам;
- Чемпионаты мира среди юниорских сборных команд — один раз в два года по чётным (мужчины) и нечётным (женщины) годам (возраст участников до 19 лет).

## Члены WBSC
В скобках после названия страны указана национальная ассоциация или ассоциации этой страны, являющиеся членами WBSC: бс — объединённая бейсбольно-софтбольная, б — бейсбольная, с — софтбольная.

### Европа
52 национальные ассоциации из 40 стран: Австрия (бс), Белоруссия (б), Бельгия (бс), Болгария (бс), Великобритания (б, с), Венгрия (бс), Германия (бс), Гернси (с), Греция (бс), Грузия (бс), Дания (б, с), Израиль (б, с), Ирландия (б, с), Испания (бс), Италия (бс), Кипр (б, с), Косово (бс), Латвия (бс), Литва (б, с), Мальта (бс), Молдавия (бс), Нидерланды (бс), Норвегия (бс), Польша (бс), Португалия (бс), Россия (б, с), Румыния (бс), Сан-Марино (бс), Сербия (б, с), Словакия (б, с), Словения (бс), Турция (бс), Украина (бс), Финляндия (бс), Франция (бс), Хорватия (б, с), Чехия (б, с), Швейцария (бс), Швеция (бс), Эстония (б, с).

### Азия
39 национальных ассоциаций из 30 стран: Афганистан (б), Бангладеш (бс), Бруней (бс), Бутан (бс), Вьетнам (бс), Гонконг (б, с), Индия (б, с), Индонезия (бс), Иордания (бс), Ирак (бс), Иран (бс), Камбоджа (бс), Китай (б, с), КНДР (бс), Лаос (бс), Малайзия (б, с), Монголия (бс), Мьянма (б), Непал (бс), Пакистан (б, с), Палестина (бс), Саудовская Аравия (бс), Сингапур (бс), Сирия (бс), Таиланд (б, с), Тайвань (б, с), Филиппины (б, с), Шри-Ланка (бс), Южная Корея (бс), Япония (б, с).

### Африка
24 национальные ассоциации из 21 страны: Бенин (бс), Ботсвана (с), Буркина-Фасо (бс), Гамбия (бс), Гана (бс), Египет (бс), Замбия (бс), Зимбабве (б, с), Кабо-Верде (бс), Кения (б, с), Кот-д’Ивуар (бс), Лесото (бс), Нигерия (бс), Сенегал (бс), Сьерра-Леоне (бс), Танзания (бс), Того (бс), Тунис (бс), Уганда (бс), Чад (бс), ЮАР (б, с).

### Америка
55 национальных ассоциаций из 34 стран: Американские Виргинские острова (б, с), Аргентина (б, с), Аруба (б, с), Багамские Острова (б, с), Белиз (с), Боливия (бс), Бразилия (бс), Британские Виргинские острова (бс), Венесуэла (б, с), Гаити (бс), Гайана (б), Гватемала (б, с), Гондурас (б, с), Доминиканская Республика (б, с), Каймановы острова (с), Канада (б, с), Колумбия (б, с), Коста-Рика (б, с), Куба (бс), Кюрасао (б, с), Мексика (б, с), Никарагуа (б, с), Панама (б, с), Перу (б, с), Пуэрто-Рико (б, с), Сальвадор (б, с), Синт-Мартен (бс), США (б, с), Теркс и Кайкос (с), Тринидад и Тобаго (бс), Уругвай (с), Чили (бс), Эквадор (б, с), Ямайка (б, с).

### Австралия и Океания
20 национальных ассоциаций из 13 стран: Австралия (б, с), Американское Самоа (б, с), Гуам (б, с), Маршалловы Острова (бс), Новая Каледония (бс), Новая Зеландия (б, с), Палау (б, с), Папуа — Новая Гвинея (б, с), Северные Марианские острова (б), Соломоновы Острова (бс), Тонга (бс), ФШМ (б, с), Фиджи (бс).

## Ассоциированные члены
Ассоциированными членами WBSC являются профессиональные бейсбольные лиги Венесуэлы, Доминиканской Республики, Италии, Китая, Мексики, Пуэрто-Рико, США, Тайваня, Южной Кореи и Японии.